# Fernando García de la Vega
Fernando García de la Vega (Madrid, 25 de octubre de 1931) es un realizador de televisión y empresario teatral español.

## Televisión
Tras estudiar en el Instituto de Experiencias e Investigaciones Cinematográficas de Madrid, se incorpora a una recién creada Televisión Española en 1956. Considerado uno de los pioneros de la televisión en España, sus primeros trabajos en el medio fueron los programas infantiles.
Sin embargo, pronto pasa a los espacios de variedades y realiza el programa estrella de la cadena en ese momento La hora Philips, presentado por Jesús Álvarez García.
En años sucesivos conocería grandes éxitos en su labor televisiva, entre los que cabe mencionar Escala en hi-fi (1961), Tercero izquierda (1962-1963), Sábado 64 (1964), el célebre concurso Un millón para el mejor (1968-1969), con José Luis Pécker, Galas del sábado (1968-1970), con Joaquín Prat y Laura Valenzuela, Pasaporte a Dublín (1970) o el concurso Cambie su suerte (1974), que provocó enorme polémica en su tiempo por culpa del escote lucido por Rocío Jurado en una actuación en el programa, además de numerosas galas especiales de Nochevieja en la cadena pública.
Pese a que se especializó en programas musicales y de variedades, también dirigió dramáticos dentro de los espacios Estudio 1 y Novela.

## Cine
Gracias al prestigio alcanzado en televisión, hizo también alguna incursión en el cine, tanto como dirigiendo - En un mundo nuevo (1972), con Karina -, como escribiendo guiones - Las cuatro bodas de Marisol (1967) -.

## Actividad teatral
Apartado del mundo de la televisión desde mediados de los años ochenta, posteriormente se ha dedicado a la producción teatral, especialmente de Zarzuela. 
En 1994 fundó junto a Antonio Blancas y Manuel Moreno Buendía la Sociedad Madrid Género Lírico y durante ese año gestionó el Teatro de Madrid, sala de propiedad municipal dedicada a representaciones de danza, ópera y zarzuela.

## Trayectoria en TV
- Las Gomas (1956).
- La Goleta (1957),
- La hora Philips (1957).
- Club del sábado (1957-1958).
- Teatro Apolo (1957).
- Gran Parada (1959).
- Cuarta dimensión (1960-1961).
- Gran Circo (1961).
- Escala en hi-fi (1961-1967).
- Tercero izquierda (1962-1963)
- Tele domingo (1963-1965).
- Sábado 64 (1964).
- Verbena (1957).
- Estudio 1 (1965).
- Novela (1966).
- Un millón para el mejor (1968-1969).
- Galas del sábado (1969-1970).
- Pasaporte a Dublín (1970).
- Gala de Nochevieja (1970).
- Divertido siglo (1972).
- Los Maniáticos (1974).
- Cambie su suerte (1974).
- La hora de... (1975).
- Gala de Nochebuena (1975).
- Gala de Nochebuena (1976).
- Eva a las diez (1977).
- Destino Argentina (1978).
- Gala de Nochevieja (1978).
- Antología de la Zarzuela (1979).
- Gol...y al Mundial 82 (1981).
- Gala de Nochevieja (1982).
- La Comedia Musical Española (1985).

## Premios
- Antena de Oro (1970).
- Premio Ondas 1971 Nacionales de televisión: Mejor director.
- Premio Talento 2002 de la Academia de Televisión.
- Premio Iris Toda una vida 2014 (Premios Iris (España)).